# Culicoides
Culicoides (česky pakomárec, též tiplík; anglicky biting midges) je rod patříčí do čeledi Ceratopogonidae (pakomárcovití). Občas bývají zaměňováni za zástupce podčeledi Phlebotominae. Existuje více než 1200 druhů, které se vyskytují po celém světě. 
Jsou známí trapiči pro svá bolestivá bodnutí a v medicíně a veterině jako vektor rozličných patogenů.

## Stavba těla

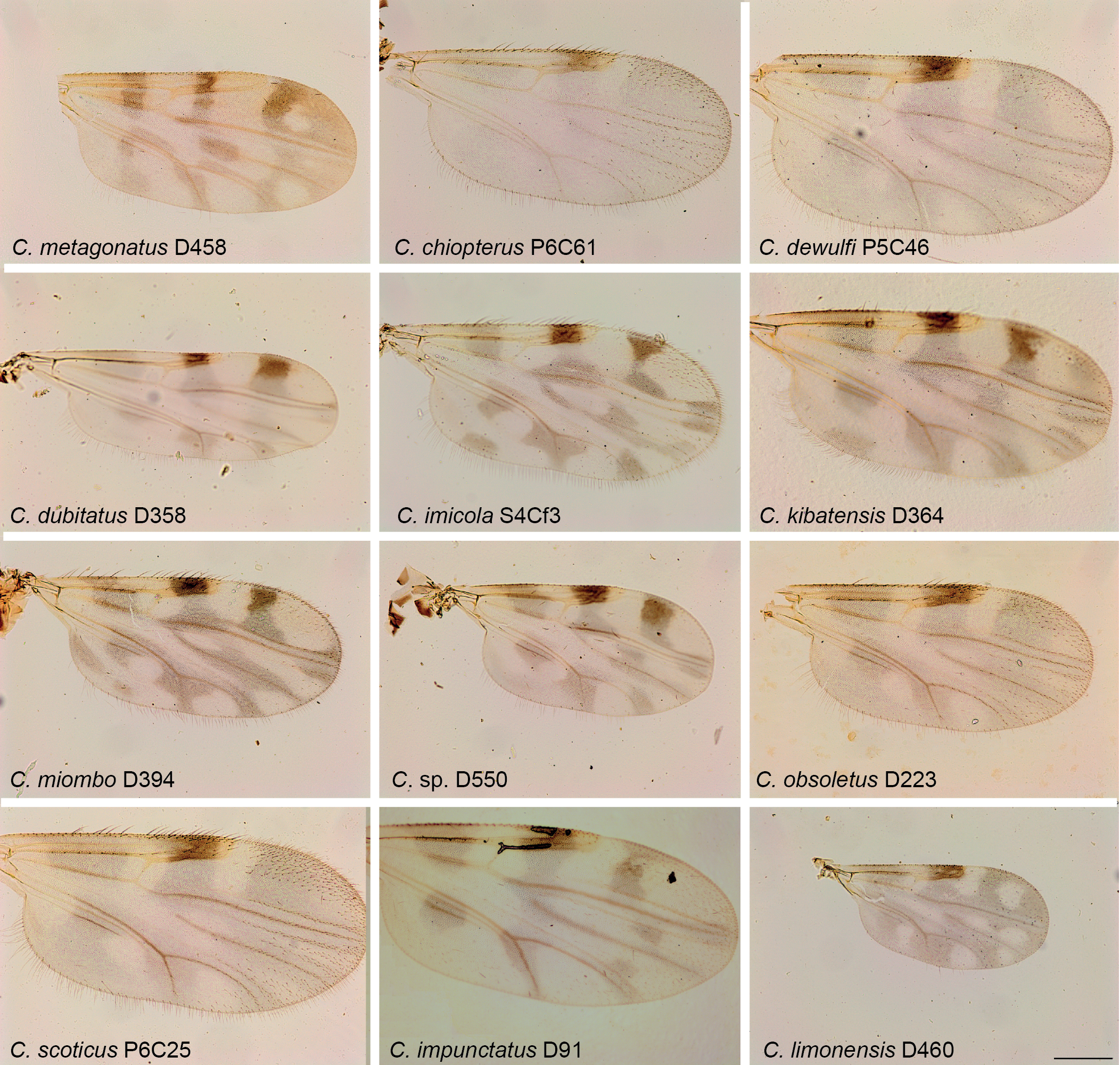

Jejich tělo má rozměry 1–5 mm a je na tyto poměry robustní. Díky malým rozměrům se dostanou i skrz velmi jemné sítě proti komárům a často znemožňují lidem i ostatním živočichům pobyt venku. Z hrudního článku vychází jeden pár křídel s charakteristickými bílými fleky. Na hlavě se nacházejí dlouhá tykadla (proto podřád Nematocera, dlouhorozí). Ústní ústrojí je kvůli zisku potravy bodnutím ortognátní a bodavě savé.

## Život
Culicoides mají proměnu dokonalou, tedy prochází stádii vajíčka, larvy (v tomto případě 4 instary) a kukly, ze které vyleze dokonale vyvinutý a funkční dospělec.
Vajíčko: Samice kladou vejce na vlhká stanoviště a do vlhkých půd, typicky rašeliniště, stromové dutiny nebo pobřeží vodních toků. Vývoj trvá v řádu několika dní.
Larva: Larvy jsou detritofágní a vyvíjí se ve stejném prostředí jako vajíčko. K poslednímu instaru a zakuklení dospějí přibližně za dva měsíce v závislosti na teplotě. Stádium larvy je jediné stádium vývoje Culicoides, které přežije zimu (jenom u pár výjimek i vajíčka).
Kukla: Vývoj trvá 3–10 dní
Dospělec: Dospělci žijí cca jeden měsíc. Obě pohlaví dokáží sát rostlinný nektar, ale krev sají pouze samice. Ty si oběť vybírají nejprve podle obsahu CO2 v krvi a potom i podle dalších chemických signálů. Mohou sát jednou i vícekrát za život. Jsou aktivní okolo soumraku a úsvitu a oběti si hledají pouze venku – jsou to tedy exofágové. Od jiných krve sajících členovců se liší mimo jiné složením slin, což jim umožňuje jiný styl zisku krve z oběti. Nesají přímo z krevního řečiště, ale svým bodnutím poškodí cévu a nechají malé množství krve vylít se z cévy a vytvořit hematom. Z toho pak krev nasávají. Takovýto styl zisku potravy je řadí mezi thelmofágy.

## Culicoidesjako vektor

Poměr tiplíka (vlevo) a komára (vpravo)

Bodnutí tiplíka je mnohonásobně bolestivější než bodnutí např. několikanásobně většího komára. Často vyvolá alergické reakce, rány jsou nateklé, svědí a nechávají na tělech známky jako jizvy a zčervenání až po dobu tří týdnů. Intenzivní svědění nabádá oběť ke škrábání a tím dává možnost sekundární infekci.
Při bodnutí dochází ke kontaktu krve oběti a slin tiplíků, ve kterých se mohou vyskytovat různé patogeny ze třech kategorií – viry, protozoa a helminti.

### Viry
V útrobách rodu Culicoides bylo nalezeno mnoho virů, avšak 20 bylo izolováno výhradně u nich. Většina virů vyvolává minimální příznaky, zde uvedeme pouze čtyři nejtěžší nemoci.
- Akabane – postihuje domácí přežvýkavce. Je přenášen kongenitálně a způsobuje různé vady plodu. Vyskytuje se v Africe, Asii, Austrálii a na ostrovu Kypr.
- African horse sickness – neboli Africký mor koní. Postihuje koňovité, má úmrtnost až 95 %. Rozšířen v Africe, Asii a jižní Evropě.
- Blue tongue – neboli katarální horečka ovcí. Postihuje přežvýkavce, hlavně právě ovce. Vyskytuje se celosvětově. Mezi lety 2005 a 2010 byla silná epidemie u skotu v Evropě.
- Bovine ephemeral fever – je onemocnění hovězího dobytka působící v Africe, Asii a Austrálii.

### Protozoa
Mezi nejvýznamnější přenášené prvoky patří Trypanosoma bakeri a avium, Hepatocystis, Haemoproteus a Leukocytozoon (Leukocytozoon caulerry).

### Helminti
Tiplíci přenášejí hlavně helminty z kmenu Nematoda. Na ptáky přenášejí helminty rodů Eufilaria, Eufilariella, Chandlerella a Splendidofilaria. U hospodářských zvířat parazituje rod Onchocerca. U primátů včetně člověka helmintózy způsobuje rod Dipetalonema.